# Metabiantes teretipes
Metabiantes teretipes – gatunek kosarza z podrzędu Laniatores i rodziny Biantidae.